# Beklaga och begråta
Beklaga och begråta är en kristen psalm. Texten är skriven av Johan Olof Wallin.

## Publicerad i
- 1819 års psalmbok, som nummer 466 under rubriken "Med avseende på de yttersta tingen: En sent uppväckt men botfärdig syndares suckar mot döden".